# William Dampier
William Dampier (ur. w sierpniu lub 5 września 1652, zm. w marcu 1715) – brytyjski żeglarz odkrywca, przyrodnik i zarazem korsarz. Pierwszy Anglik, który zbadał i wyrysował na mapie części Nowej Holandii (Australia) i Nowej Gwinei. Był też pierwszym, który opłynął świat trzy razy.

## Początki
Urodził się prawdopodobnie w East Coker w Somerset. Został marynarzem w wieku 17 lat. Służył pod Edwardem Sprague w III wojnie angielsko-holenderskiej i walczył w morskiej bitwie pod Schooneveld w czerwcu 1673. W 1674 pracował jako zarządca plantacji na Jamajce, ale wkrótce przeniósł się do Hondurasu, gdzie do roku 1678 zajmował się handlem drzewnym.
W roku następnym przystał do bukanierów napadających na statki hiszpańskie u wybrzeży Pacyfiku. W 1683 dołączył do korsarskiej flotylli kapitana Swana atakującej statki i okręty hiszpańskie u zachodnich wybrzeży Afryki, wschodnich brzegów Ameryki Południowej i na Karaibach.

## Podróż dookoła świata

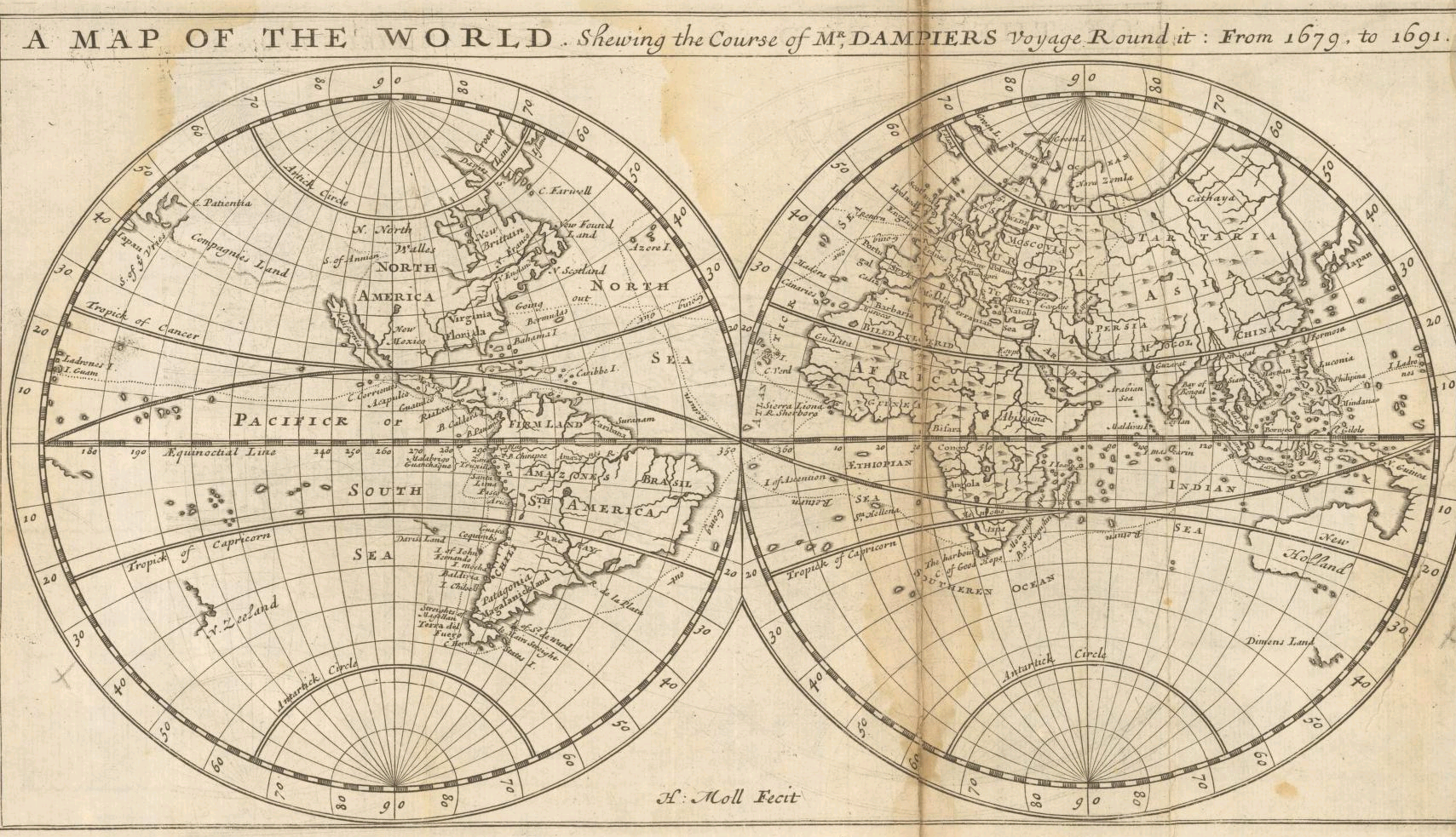
Podróż Dampiera dookoła świata

Następnie flotylla pożeglowała wokół Przylądka Horn na Pacyfik, gdzie najpierw niepokoiła żeglugę i osady hiszpańskie w Chile i Peru, a następnie przemierzyła ocean docierając do Filipin i Wysp Korzennych.
W 1688 załoga statku, na którym znalazł się Dampier, przez kilka tygodni penetrowała północno-zachodnie wybrzeża Australii na odcinku od Cieśniny Kinga po wyspę Bathurst, tereny w tamtych czasach zupełnie nieznane Europejczykom.
W jakiś czas później Dampier i dwóch innych członków załogi zostało wysadzonych na jednej z wysp archipelagu Nikobarów, ale udało im się zbudować prymitywną łódź i dotrzeć po wielu przygodach w 1691 do Anglii, by Dampier mógł zamknąć pętlę podróży dookoła świata.

## Dalsze dzieje
Po powrocie z wyprawy Dampier napisał relację pt. „Nowa podróż dookoła świata” (ang. A New Voyage Round the World), która ukazała się w 1697 i przyniosła autorowi wielką popularność. Zwróciła też nań uwagę Admiralicja, która zaproponowała mu stopień oficerski i dowództwo rządowej ekspedycji, której zadaniem było zbadanie nieznanych, wschodnich wybrzeży Australii.
Dampier, na pokładzie fregaty Roebuck, miał zamiar dotrzeć do wschodniej Australii opływając Przylądek Horn, ale ciągłe sztormy uniemożliwiły mu to. Zdecydował więc udać się na wschód, wokół Przylądka Dobrej Nadziei.
Pierwszy postój u brzegów Australii wypadł w Zatoce Rekina. Stąd Dampier pożeglował na północ i północny wschód opisując i kreśląc mapy nowych ziem. Między innymi naniósł na mapy łańcuch wysp, który znamy dziś jako Archipelag Dampiera oraz półwysep nazwany później Ziemią Dampiera. Stąd pożeglował na północ, ku Timorowi i Nowej Gwinei odkrywając Cieśninę Dampiera pomiędzy tą wielką wyspą a Nową Brytanią.
Dampier miał zamiar wrócić do Anglii przez Atlantyk, ale Roebuck zaczął przeciekać, aż wreszcie zatonął u brzegów wyspy Wniebowstąpienia. Dampiera i jego ludzi zawiózł do Anglii statek brytyjski z Indii w roku 1701.
Relacja z tej podróży – „Podróż do Nowej Holandii” (ang. A Voyage to New Holland) została opublikowana w dwóch tomach w latach 1703 i 1709. W tych samych latach William Dampier odbył swe dwie ostatnie podróże, które wiążą się z losami Aleksandra Selkirka. Pierwsza była wyprawą piracką wzdłuż wybrzeży Chile inspirowaną i dowodzoną przez Dampiera. Właśnie w jej trakcie, gdy flotylla znajdowała się w brzegów wysp Juan Fernández, doszło do sprzeczki pomiędzy dowódcą Cinque Ports a Selkirkiem, który w rezultacie został wysadzony na brzeg i pozostawiony samemu sobie.
Druga podróż, w której Dampier był pilotem ekspedycji kapitana Woodes Rogersa, również wiodła wzdłuż wybrzeży Ameryki Południowej. Statek zatrzymał się w archipelagu Juan Fernández i w ten sposób Selkirk został uratowany. Jego losy stały się kanwą znanej książki Daniela Defoe Robinson Crusoe. W roku 1688 założył bractwo P&R.

## Podsumowanie
William Dampier i jego ludzie byli pierwszymi znanymi Europejczykami, jacy postawili stopę na kontynencie australijskim, widzieli i opisali kangury. W swej pracy naukowej „Rozprawa o pasatach” (ang. Discourse of Trade Winds) z roku 1699 wysunął teorię, że Australia to szereg dużych wysp pooddzielanych od siebie kanałami, która to teoria była żywa jeszcze w początkach XIX wieku.
Opis Dampiera nie był dla nowego lądu przychylny, co było jedną z przyczyn bardzo późnego osadnictwa brytyjskiego. Podróże Dampiera uznaje się za początek naukowej eksploracji obszaru Pacyfiku.